# Guillaume de Lorris

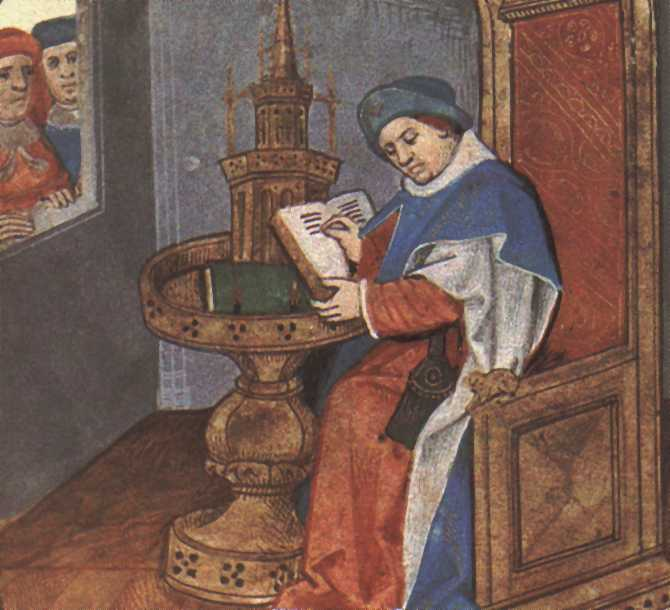
Guillaume de Lorris
Miniatur aus einer der Handschriften des Roman de la Rose.

Guillaume de Lorris (* um 1205, vermutlich in Lorris-en-Gâtinais; † nach 1240) war ein französischer Dichter.

## Leben und Werk

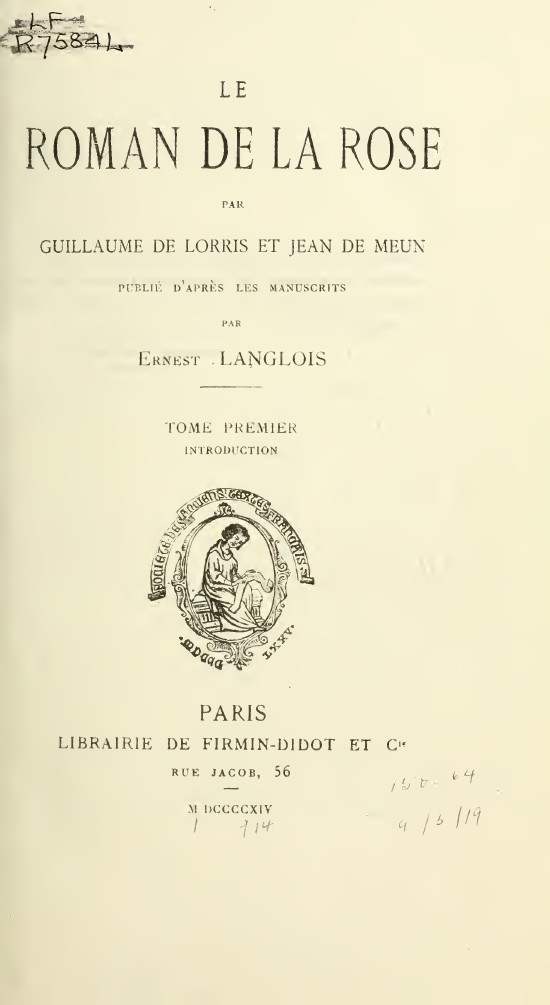
Roman de la Rose (ed. 1914)

Der als Person gänzlich unbekannte Guillaume gilt als Autor eines 4068 Verse zählenden Romanfragments, das er gegen 1230 für ein überwiegend höfisches Publikum begann und das gegen 1280 von Jean de Meung einem Ende zugeführt wurde: des sog. Rosenromans (franz. Le Roman de la Rose).
Guillaumes besondere Leistung bestand darin, drei Elemente gekonnt miteinander verbunden zu haben, die in der Literatur der Zeit zwar vorhanden, aber wenig geläufig waren: die Form der Ich-Erzählung, die Verwendung allegorischer Figuren als handelnder Personen und die Darstellung einer ganzen Romanhandlung in Gestalt eines Traumberichts. Von der Meisterschaft Guillaumes zeugt auch seine so einfühlsame wie anschauliche Darstellung der Psychologie des Verliebtseins.
Offenbar war Guillaume auch der Erfinder der allegorischen Figur des Danger (aus mittellat. domniarium „Herrschaft, Herrschaftsanspruch“). Dieser Unhold, der alles verkörpert, was den Liebenden, vor allem dem liebenden Mann, die Erfüllung ihrer Wünsche erschwert, war anschließend über 200 Jahre hinweg eine außerordentlich verbreitete Figur in der französischen Literatur, vor allem der Lyrik.
Der Rosenroman, der die Suche eines Liebenden nach der Rose als dem Symbol der Geliebten schildert, war nach seiner Fortsetzung und Beendigung durch Jean de Meung außerordentlich erfolgreich und hat die französische Literatur bis ins 16. Jahrhundert hinein stark beeinflusst.

## Deutschsprachige Ausgaben des Rosenromans
- Heinrich von der Hagen (Hrsg.): Das Gedicht von der Rose. Aus dem Altfranzösischen des Guillaume de Lorris übersetzt von Heinrich Fährmann. Vereins-Buchhandlung Berlin 1839 (online – Internet Archive)